# 대한민국 교통부
교통부(交通部)는 육운·해사·항공 및 관광에 관한 사무를 관장하는 대한민국의 옛 중앙행정기관이다. 1948년 11월 4일 정부 수립과 함께 발족하였으나 1994년 12월 23일 건설부와 통합하여 건설교통부로 개편되면서 폐지되었다. 관광기능은 분리하여 문화체육부로 이관하였다.

## 설치 근거 및 소관 업무
- 정부조직법 [법률 제1호, 1948.07.17 제정] 제14조 및 제24조[1]
- 교통부직제 [대통령령 제26호, 1948.11.04 제정] 제1조[2]

## 연혁
- 1948년 11월 4일 - 교통부를 신설.
- 1955년 2월 17일 - 외청으로 해무청을 설치.
- 1961년 10월 1일 - 해무청을 폐지.
- 1963년 9월 1일 - 외청으로 철도청을 설치.
- 1976년 3월 13일 - 외청으로 항만청을 설치.
- 1977년 12월 30일 - 항만청을 해운항만청으로 개칭.
- 1994년 12월 23일 - 건설부와 통합하여 건설교통부로 개편.

## 조직
| - 감사관 ( 1987.12 ~ 1994.12 ) - 공보관 ( 1973.03 ~ 1994.12 ) - 관광국 ( 1981.11 ~ 1994.12 ) - 관광국 ( 1963.08 ~ 1979.09 ) - 관광지도국 ( 1979.09 ~ 1981.11 ) | - 관광진흥국 ( 1979.09 ~ 1981.11 ) - 교통공무원교육원 ( 1964.10 ~ 1967.12 ) - 교통공무원훈련소 ( 1961.10 ~ 1964.10 ) - 군산지방해운국 ( 1964.10 ~ 1976.03 ) - 기획관리실 ( 1963.12 ~ 1994.12 ) | - 대전철도국 ( 1950.01 ~ 1963.08 ) - 도시교통국 ( 1990.06 ~ 1994.04 ) - 도시교통국 ( 1979.04 ~ 1981.11 ) - 동해지방해난심판원 ( 1991.02 ~ 1994.12 ) - 마산부두국 ( 1945.11 ~ 1949.02 ) |

### 외청
- 철도청
- 해운항만청

## 역대 장·차관

### 교통부 장관
| 정부        | 대수           | 이름                                | 임기                                | 출신지                     | 출신학교                                                                                                | 비고 |
| ----------- | -------------- | ----------------------------------- | ----------------------------------- | -------------------------- | --- | --- |
| 제 1 공화국 | 초대           | 민희식(閔熙植)                      | 1948년 8월 2일 ~ 1948년 10월 4일    | 한양 (현 서울)             | 미국 네바다주립대                                                                                       | |
| 제 1 공화국 | 2대            | 허정(許政)                          | 1948년 10월 4일 ~ 1950년 5월 10일   | 경남 부산 (현 부산 동구)   | 고려대                                                                                                  | 서울특별시장&외무부 장관&사회부 장관&무임소 장관&내각수반&국무총리&대통령 권한대행&제헌 국회의원&민주당 최고위원 |
| 제 1 공화국 | 3대            | 김석관(金錫寬)                      | 1950년 5월 10일 ~ 1953년 2월 3일    | 경남                       | 개성고교                                                                                                | 교통부 차관 |
| 제 1 공화국 | 4대            | 윤성순(尹珹淳)                      | 1953년 2월 3일 ~ 1954년 2월 10일    | 경기 포천                  | 미국 콜롬비아대                                                                                         | 이화여대 교수&제2·3·4대 국회의원&국회 상공·국방·외무위원회 위원장                                                |
| 제 1 공화국 | 5대            | 이종림(李鍾林)                      | 1954년 2월 10일 ~ 1957년 6월 9일    | 한양 (현 서울)             | 고려대                                                                                                  | 교통부 차관&대한축구협회장                                                                                       |
| 제 1 공화국 | 6대            | 문봉제(文鳳濟)                      | 1957년 6월 9일 ~ 1958년 9월 9일     | 평남 개천                  | 일본 니혼대                                                                                             | 내무부 치안국장&국무원 사무국장                                                                                  |
| 제 1 공화국 | 7대            | 최인규(崔仁圭)                      | 1958년 9월 9일 ~ 1959년 3월 20일    | 경기 광주                  | 연세대                                                                                                  | 외자청장&내무부 장관&제4대 국회의원                                                                              |
| 제 1 공화국 | 8대            | 김일환(金一煥)                      | 1959년 3월 20일 ~ 1960년 4월 28일   | 강원 철원                  | 중국 군경리학교                                                                                         | 국방부 차관&상공부 장관&내무부 장관&재향군인회장&국제관광공사 총재&한국전력공사 사장                             |
| 제 1 공화국 | 9대            | 석상옥(石常玉)                      | 1960년 4월 28일 ~ 1960년 8월 19일   | 한양 (현 서울)             | 양정고교                                                                                                | 교통부 자재국장&교통부 차관                                                                                      |
| 제 2 공화국 | 10대           | 정헌주(鄭憲柱)                      | 1960년 8월 23일 ~ 1960년 9월 12일   | 경남 고성                  | 일본 주오대                                                                                             | 국무원 사무처장&제2·4·5·8·9대 국회의원&신민당 정책심의위원회 의장&헌법기초위원회 위원장                          |
| 제 2 공화국 | 11대           | 박해정(朴海楨)                      | 1960년 9월 12일 ~ 1961년 5월 3일    | 경북 경산                  | 일본 주오대                                                                                             | 제헌·3·4·5대 국회의원&민주당 중앙위원                                                                            |
| 제 2 공화국 | 12대           | 박찬현(朴瓚鉉)                      | 1961년 5월 3일 ~ 1961년 5월 18일    | 경남 부산 (현 경남과 분리) | 일본 메이지대                                                                                           | 문교부 장관&제헌·4·5·9대 국회의원&주 터키 대사&경향신문 사장                                                     |
| 제 2 공화국 | 13대           | 김광옥(金光玉)                      | 1961년 5월 20일 ~ 1961년 8월 16일   | 함북 명천                  | 해사 | 부산수산대 학장                                                                                                  |
| 제 2 공화국 | 14대           | 박춘식(朴春植)                      | 1961년 8월 16일 ~ 1963년 2월 8일    | 함북 명천                  | 합동군사대                                                                                              | 삼화축산 사장 |
| 제 2 공화국 | 15대           | 김윤기(金允基)                      | 1963년 2월 8일 ~ 1964년 7월 8일     | 전북 김제                  | 일본 와세다대                                                                                           | 교통부 차관&건설부 장관&무임소 장관&한국건축가협회장&대한축구협회장                                              |
| 제 3 공화국 | 15대           | 김윤기(金允基)                      | 1963년 2월 8일 ~ 1964년 7월 8일     | 전북 김제                  | 일본 와세다대                                                                                           | 교통부 차관&건설부 장관&무임소 장관&한국건축가협회장&대한축구협회장                                              |
| 16대        | 안경모(安京模) | 1964년 7월 8일 ~ 1967년 10월 3일    | 황해 벽성                           | 일본 도쿠시마대            | 건설부 차관&한국수자원개발공사 사장&한국과학기술단체총연합회 고문                                       | |
| 17대        | 박경원(朴璟遠) | 1967년 10월 3일 ~ 1968년 5월 21일   | 전남 영광                           | 단국대                     | 내무부 장관&체신부 장관&제10대 국회의원&5·16장학회 이사&대한석탄공사 총재                               | |
| 18대        | 강서룡(姜瑞龍) | 1968년 5월 21일 ~ 1969년 10월 21일  | 강원 통천                           | 일본 메이지대              | 내무부 치안국장&국방부 차관                                                                             | |
| 19대        | 백선엽(白善燁) | 1969년 10월 21일 ~ 1971년 1월 28일  | 평남 강서                           | 중국 만주군관학교          | 육군참모총장&합동참모의장&주 중화민국 대사&주 캐나다 대사&주 프랑스 대사&한국종합화학공업 사장          | |
| 20대        | 장성환(張盛煥) | 1971년 1월 28일 ~ 1971년 11월 24일  | 경기 경성 (현 서울)                 | 일본 와세다대              | 공군참모총장&주 타이 대사&한국관광공사 사장                                                             | |
| 21대        | 김신(金信)     | 1971년 11월 24일 ~ 1974년 9월 18일  | 중국 상하이                         | 중국 시난연합대            | 공군참모차장&공군참모총장&제9대 국회의원&주 중화민국 대사                                               | |
| 21대        | 김신(金信)     | 1971년 11월 24일 ~ 1974년 9월 18일  | 중국 상하이                         | 중국 시난연합대            | 공군참모차장&공군참모총장&제9대 국회의원&주 중화민국 대사                                               | 제 4 공화국 |
| 22대        | 최경록(崔慶祿) | 1974년 9월 18일 ~ 1977년 11월 17일  | 충북 음성                           | 미국 참모대학              | 육사 교장&육군참모차장&육군참모총장&제10대 국회의원&주 일본 대사&주 영국 대사                           | |
| 23대        | 민병권(閔丙權) | 1977년 11월 17일 ~ 1978년 12월 22일 | 황해 사리원                         | 일본 주오대                | 원호처장&무임소 장관&제6·7·8·9대 국회의원&유신정우회 원내총무&국회 국방위원회 위원장                    | |
| 24대        | 황인성(黃寅性) | 1978년 12월 22일 ~ 1979년 12월 14일 | 전북 무주                           | 육사                       | 전라북도지사&국무총리비서실장&조달청장&농수산부 장관&국무총리&제11·12·14대 국회의원&민주자유당 상임고문 | |
| 25대        | 유양수(柳陽洙) | 1979년 12월 14일 ~ 1980년 5월 22일  | 전남 광주 (현 전남과 분리)          | 육사                       | 동력자원부 장관&주 필리핀 대사&주 월남 대사&주 오스트리아 대사&한국석유개발공사 이사장                  | |
| 26대        | 김재명(金在命) | 1980년 5월 22일 ~ 1980년 9월 2일    | 전남 강진                           | 육사                       | 병무청장&원호처장&국방부 인력차관보                                                                     | |
| 27대        | 고건(高建)     | 1980년 9월 2일 ~ 1981년 3월 10일    | 경기 경성 (현 서울 종로)            | 서울대                     | 전라남도지사&서울특별시장&농수산부 장관&내무부 장관&국무총리&대통령 권한대행&제12대 국회의원            | |
| 제 5 공화국 | 28대           | 윤자중(尹子重)                      | 1981년 3월 10일 ~ 1982년 5월 21일   | 황해 해주                  | 공사 | 육사 교장&공군참모차장&공군참모총장                                                                              |
| 제 5 공화국 | 29대           | 이희성(李熺性)                      | 1982년 5월 21일 ~ 1983년 10월 15일  | 경남 고성                  | 육사 | 육군참모차장&육군참모총장&대한주택공사 이사장&대한방직협회장                                                     |
| 제 5 공화국 | 30대           | 손수익(孫守益)                      | 1983년 10월 15일 ~ 1986년 8월 27일  | 전남 장흥                  | 서울대                                                                                                  | 충청남도지사&경기도지사&행정조정실장&산림청장&내무부 차관&한국경제사회연구원 회장                                |
| 제 5 공화국 | 31대           | 차규헌(車圭憲)                      | 1986년 8월 27일 ~ 1988년 2월 24일   | 경기 평택                  | 육사&건국대                                                                                             | 육사 교장&육군참모차장&비상기획위원회 위원장                                                                     |
| 노태우 정부 | 32대           | 이범준(李範俊)                      | 1988년 2월 25일 ~ 1988년 12월 4일   | 강원 강릉                  | 육사 | 제11·12대 국회의원                                                                                               |
| 노태우 정부 | 33대           | 김창근(金昌槿)                      | 1988년 12월 5일 ~ 1990년 3월 18일   | 경북 영주                  | 서울대                                                                                                  | 제6·7·8대 국회의원&민주공화당 정책위원회 의장&민족문제연구소장                                                   |
| 노태우 정부 | 34대           | 김창식(金昶植)                      | 1990년 3월 19일 ~ 1990년 12월 27일  | 전남 강진                  | 서울대                                                                                                  | 전라남도지사&총무처 차관&민주평화통일자문회의 사무총장                                                           |
| 노태우 정부 | 35대           | 임인택(林寅澤)                      | 1990년 12월 27일 ~ 1992년 3월 31일  | 전남 순천                  | 서울대                                                                                                  | 공업진흥청장&상공부 차관                                                                                         |
| 노태우 정부 | 36대           | 노건일(盧健一)                      | 1992년 3월 31일 ~ 1993년 2월 25일   | 경기 경성 (현 서울)        | 서울대                                                                                                  | 한림대 총장&충청북도지사&대통령비서실 행정수석비서관&산림청장&내무부 차관                                        |
| 문민 정부   | 37대           | 이계익(李啓謚)                      | 1993년 2월 26일 ~ 1993년 10월 18일  | 경기 평택                  | 서울대                                                                                                  | 한국관광공사 사장                                                                                                |
| 문민 정부   | 38대           | 정재석(丁渽錫)                      | 1993년 10월 18일 ~ 1993년 12월 21일 | 전북 장수                  | 서울대                                                                                                  | 건설부 차관&경제기획원 차관&상공부 장관&경제부총리                                                               |
| 문민 정부   | 39대           | 오명(吳明)                          | 1993년 12월 21일 ~ 1994년 12월 23일 | 경기 경성 (현 서울)        | 서울대                                                                                                  | 아주대 총장&체신부 차관&체신부 장관&과기부총리&동아일보 사장                                                     |

### 교통부 차관
| 정부        | 대수           | 이름                               | 임기                              | 출신지                     | 출신학교                                                                                                  | 비고                                                                                                |
| ----------- | -------------- | ---------------------------------- | --------------------------------- | -------------------------- | --- | --------------------------------------------------------------------------------------------------- |
| 제 1 공화국 | 초대           | 강형섭(康亨燮)                     | 1948년 8월 15일 ~ 1949년 1월 14일 |                            | | |
| 제 1 공화국 | 2대            | 나기호(羅基湖)                     | 1949년 1월 14일 ~ 1949년 8월 20일 | 한양 (현 서울)             | 미국 콜롬비아대                                                                                           | |
| 제 1 공화국 | 3대            | 김석관(金錫寬)                     | 1949년 8월 20일 ~ 1950년 5월 9일  | 경남                       | 개성고교                                                                                                  | 교통부 장관                                                                                         |
| 제 1 공화국 | 4대            | 김석명(金錫明)                     | 1950년 5월 31일 ~ 1953년 4월 24일 | 강원                       | | 삼척지방운수국장                                                                                    |
| 제 1 공화국 | 5대            | 이종림(李鍾林)                     | 1953년 4월 24일 ~ 1954년 2월 9일  | 한양 (현 서울)             | 고려대 | 교통부 장관&대한축구협회장                                                                          |
| 제 1 공화국 | 6대            | 김윤기(金允基)                     | 1954년 2월 19일 ~ 1957년 5월 22일 | 전북 김제                  | 일본 와세다대                                                                                             | 교통부 장관&건설부 장관&무임소 장관&한국건축가협회장&대한축구협회장                                 |
| 제 1 공화국 | 7대            | 석상옥(石常玉)                     | 1957년 6월 24일 ~ 1958년 9월 16일 | 한양 (현 서울)             | 양정고교                                                                                                  | 교통부 자재국장&교통부 장관                                                                         |
| 제 1 공화국 | 8대            | 송원영(宋元永)                     | 1958년 9월 16일 ~ 1960년 5월 2일  | 충남 대덕 (현 대전 대덕)   | 일본 와세다대                                                                                             | 교통부 철도국장                                                                                     |
| 제 1 공화국 | 9대            | 안무경(安戊慶)                     | 1960년 5월 2일 ~ 1960년 9월 2일   | 한양 (현 서울)             | 서울대 | |
| 제 2 공화국 | 10대           | 천세기(千世基)                     | 1960년 8월 1일 ~ 1961년 5월 1일   | 경기 양평                  | 서울대 | 제3·5대 국회의원                                                                                    |
| 제 2 공화국 | 10대           | 장덕용(張德鎔)                     | 1960년 9월 2일 ~ 1960년 9월 16일  | 평북 의주                  | 서울대 | 국무원 사무처 사무차관                                                                              |
| 제 2 공화국 | 11대           | 정진동(鄭鎭東)                     | 1960년 9월 16일 ~ 1961년 6월 23일 | 경북 예천                  | 서울대 | 제6·7대 국회의원                                                                                    |
| 제 2 공화국 | 12대           | 박정구(朴禎龜)                     | 1961년 7월 14일 ~ 1962년 6월 21일 | 함북                       | 서울대 | 대전지방철도국장                                                                                    |
| 제 2 공화국 | 13대           | 김병식(金丙湜)                     | 1962년 6월 21일 ~ 1963년 5월 28일 | 경북 대구 (현 경북과 분리) | 일본 도쿄대                                                                                               | |
| 제 2 공화국 | 14대           | 이창석(李昌錫)                     | 1963년 5월 23일 ~ 1964년 7월 15일 | 평남 평양 (현 평남과 분리) | 평양사범학교                                                                                              | 과학기술처 차관                                                                                     |
| 제 3 공화국 | 14대           | 이창석(李昌錫)                     | 1963년 5월 23일 ~ 1964년 7월 15일 | 평남 평양 (현 평남과 분리) | 평양사범학교                                                                                              | 과학기술처 차관                                                                                     |
| 15대        | 김태동(金泰東) | 1964년 7월 15일 ~ 1966년 9월 28일  | 충북 괴산                         | 일본 메이지대              | 경제기획원 차관&체신부 장관&보건사회부 장관&가족계획연구원 이사장&전국경제인연합회 이사&한국신문협회 이사 | |
| 16대        | 이용(李龍)     | 1966년 9월 28일 ~ 1970년 10월 21일 | 함북 경성                         | 육사                       | 강원도지사&철도청장&인천제철 사장                                                                         | |
| 17대        | 이경호(李坰鎬) | 1970년 10월 21일 ~ 1971년 6월 12일 | 전남 광양                         | 일본 규슈대                | 법무부 차관&국방부 차관&보건사회부 장관&제10대 국회의원                                                   | |
| 18대        | 이재철(李在澈) | 1971년 6월 12일 ~ 1976년 3월 11일  | 경북 대구 (현 경북과 분리)        | 서울대                     | 과학기술처 차관                                                                                           | |
| 18대        | 이재철(李在澈) | 1971년 6월 12일 ~ 1976년 3월 11일  | 경북 대구 (현 경북과 분리)        | 서울대                     | 과학기술처 차관                                                                                           | 제 4 공화국                                                                                         |
| 19대        | 김완수(金完洙) | 1976년 3월 11일 ~ 1980년 7월 15일  | 강원 홍천                         | 서울대                     | 교통부 항공국장·관광국장·기획관리실장                                                                     | |
| 20대        | 문명린(文明麟) | 1980년 7월 15일 ~ 1980년 12월 8일  | 평남 개천                         | 동국대                     | 해운항만청장                                                                                              | |
| 21대        | 이웅수(李雄秀) | 1980년 12월 8일 ~ 1986년 1월 8일   | 충남 연기 (현 세종)               | 서울대                     | 경제기획원 경제협력국장·조사통계국장                                                                      | |
| 21대        | 이웅수(李雄秀) | 1980년 12월 8일 ~ 1986년 1월 8일   | 충남 연기 (현 세종)               | 서울대                     | 경제기획원 경제협력국장·조사통계국장                                                                      | 제 5 공화국                                                                                         |
| 22대        | 유흥수(柳興洙) | 1986년 1월 8일 ~ 1987년 1월 22일   | 경남 합천                         | 서울대                     | 충청남도지사&대통령비서실 각주비서관&내무부 치안본부장&제12·14·15·16대 국회의원&한나라당 상임고문         | |
| 23대        | 김창갑(金昌甲) | 1987년 1월 22일 ~ 1988년 3월 4일   | 경남 진양 (현 경남 진주)          | 서울대                     | 교통부 도시교통국장                                                                                       | |
| 노태우 정부 | 24대           | 조경식(曺京植)                     | 1988년 3월 5일 ~ 1989년 12월 1일  | 경남 밀양                  | 서울대 | 한국해양대 총장&해운항만청장&환경처 장관&농림수산부 장관&공정거래위원회 위원장                      |
| 노태우 정부 | 25대           | 이재창(李在昌)                     | 1989년 12월 1일 ~ 1990년 6월 20일 | 경기 파주                  | 서울대 | 경기도지사&인천직할시장&환경처 장관&제15·16·17대 국회의원&국회 정무위원회 위원장&새마을운동중앙회장 |
| 노태우 정부 | 26대           | 장상현(張相鉉)                     | 1990년 6월 21일 ~ 1993년 3월 1일  | 경남 밀양                  | 성균관대                                                                                                  | 상공부 기초공업국장&동력자원부 차관                                                                 |
| 문민 정부   | 27대           | 구본영(具本英)                     | 1993년 3월 1일 ~ 1994년 12월 23일 | 경기 개성                  | 서울대 | 대통령비서실 경제수석비서관&과학기술처 차관&과학기술처 장관&주 OECD대사                             |